# Palmyra (Nebraska)
Palmyra es una villa ubicada en el condado de Otoe en el estado estadounidense de Nebraska. En el Censo de 2010 tenía una población de 545 habitantes y una densidad poblacional de 618,9 personas por km².

## Geografía
Palmyra se encuentra ubicada en las coordenadas 40°42′21″N 96°23′32″O / 40.70583, -96.39222. Según la Oficina del Censo de los Estados Unidos, Palmyra tiene una superficie total de 0.88 km², de la cual 0.88 km² corresponden a tierra firme y (0%) 0 km² es agua.

## Demografía
Según el censo de 2010, había 545 personas residiendo en Palmyra. La densidad de población era de 618,9 hab./km². De los 545 habitantes, Palmyra estaba compuesto por el 95.96% blancos, el 1.65% eran afroamericanos, el 0% eran amerindios, el 0.55% eran asiáticos, el 0% eran isleños del Pacífico, el 0.18% eran de otras razas y el 1.65% pertenecían a dos o más razas. Del total de la población el 1.1% eran hispanos o latinos de cualquier raza.